# Peter Karlsson (żużlowiec)
Peter Gunnar Karlsson (ur. 17 grudnia 1969 w Gullspång) – szwedzki żużlowiec.
Finalista IMŚ w Pocking z roku 1993, zajął VIII miejsce. Wielokrotny uczestnik w Grand Prix IMŚ, dwukrotny indywidualny mistrz Szwecji.

## Starty w lidze polskiej
Debiutował w Polsce w Polonii Bydgoszcz w roku 1991, gdy jako mało znany zawodnik niczym szczególnym nie wyróżnił się na tle mocno wtedy jeszcze spolonizowanej ligi. Po kilkuletnim okresie przerwy od startów w Polsce przywdział plastron Polonii Piła, w której jeździł z różnym skutkiem w latach 1996-1997. W roku 1998 przeniósł się do RKM Rybnik. Potem przez dwa lata jeździł w toruńskim Apatorze, by w 2001 roku znów trafić do Piły. W roku 2002 powrócił do Rybnika, a w sezonie 2003 zdecydował się na kontrakt z Unią Tarnów z którą awansował niespodziewanie do Ekstraligi żużlowej. W sezonie 2004 związał się z TŻ Lublin, z którym przegrał o ekstraligę w barażach z ZKŻ Zielona Góra, a następne trzy bardzo udane spędził w KM Ostrów Wlkp, skąd przeniósł się do Stali Gorzów Wlkp. Sezon później przeniósł się do Włókniarza Częstochowa. W sezonie 2012 występował w Ostrovii Ostrów Wielkopolski uzyskując średnią 1,804 pkt/bieg w 10 meczach. W sezonie 2013 reprezentował nadal barwy Ostrovii Ostrów Wielkopolski z którą to nie udało mu się utrzymać w ówczesnej 1 Lidze Żużlowej. Karlsson wraz ze swoją drużyną zajął 6, przedostanie miejsce oznaczające spadek do niższej ligi. „Okularnik” w pechowym sezonie dla jego zespołu uzyskał średnią biegopunktową 1,960 w 10 meczach, co dało mu 17 pozycję w lidze. Przed sezonem 2014 postanowił zostać w Ostrowie Wielkopolskim i pomóc drużynie wrócić do 1 Ligi. Jak się okazało w następnym sezonie, Karlsson słowa dotrzymał i wprowadził zespół Ostrovii do Nice Polskiej Ligi Żużlowej, oraz był nie tylko najskuteczniejszy w swojej drużynie, ale i w całej lidze uzyskując średnią 2,364 pkt/bieg w 12 meczach.

## Starty w Grand Prix (Indywidualnych Mistrzostwach Świata na żużlu)

### Miejsca na podium w poszczególnych zawodachGrand Prix
| Nr | Dzień       | Rok  | Nazwa              | Miejscowość | Tor           | Miejsce | Punkty | Biegi           | Zwycięzca        |
| -- | ----------- | ---- | ------------------ | ----------- | ------------- | ------- | ------ | --------------- | ---------------- |
| 1. | 6 lipca     | 1996 | Grand Prix Niemiec | Pocking     | Rottalstadion | 2       | 20     | (2,2,2,3,3,2)   | Hans Nielsen     |
| 2. | 28 sierpnia | 1998 | Grand Prix Szwecji | Linköping   | Motorstadium  | 3       | 18     | (1,2,2,2,2,2,1) | Tony Rickardsson |

### Punkty w poszczególnych zawodachGrand Prix
| Sezon 1995             |                                |                                |                                 |                                |                               |                           |                       |                       |                       |                            |         |         |         |         |         |         |         |         |         |         |         |         |         |         |         |        |        |        |        |        |        |        |        |        |        |        |        |        |        |        |        |        |        |        |        |        |        |
| GP Polski – Wrocław    | GP Austrii – Wiener Neustadt   | GP Niemiec – Abensberg         | GP Szwecji – Linköping          | GP Danii – Vojens              | GP Wielkiej Brytanii – Londyn | miejsce                   | miejsce               | miejsce               | miejsce               | miejsce                    | miejsce | miejsce | miejsce | miejsce | miejsce | miejsce | miejsce | miejsce | miejsce | miejsce | miejsce | miejsce | miejsce | miejsce | miejsce | punkty | punkty | punkty | punkty | punkty | punkty | punkty | punkty | punkty | punkty | punkty | punkty | punkty | punkty | punkty | punkty | punkty | punkty | punkty | punkty | punkty | punkty |
| 1                      | 1                              | 1                              | 13                              | –                              | –                             | 17                        | 17                    | 17                    | 17                    | 17                         | 17      | 17      | 17      | 17      | 17      | 17      | 17      | 17      | 17      | 17      | 17      | 17      | 17      | 17      | 17      | 16     | 16     | 16     | 16     | 16     | 16     | 16     | 16     | 16     | 16     | 16     | 16     | 16     | 16     | 16     | 16     | 16     | 16     | 16     | 16     | 16     | 16     |
| Sezon 1996             |                                |                                |                                 |                                |                               |                           |                       |                       |                       |                            |         |         |         |         |         |         |         |         |         |         |         |         |         |         |         |        |        |        |        |        |        |        |        |        |        |        |        |        |        |        |        |        |        |        |        |        |        |
| GP Polski – Wrocław    | GP Włoch – Lonigo              | GP Niemiec – Pocking           | GP Szwecji – Linköping          | GP Wielkiej Brytanii – Londyn  | GP Danii – Vojens             | miejsce                   | miejsce               | miejsce               | miejsce               | miejsce                    | miejsce | miejsce | miejsce | miejsce | miejsce | miejsce | miejsce | miejsce | miejsce | miejsce | miejsce | miejsce | miejsce | miejsce | miejsce | punkty | punkty | punkty | punkty | punkty | punkty | punkty | punkty | punkty | punkty | punkty | punkty | punkty | punkty | punkty | punkty | punkty | punkty | punkty | punkty | punkty | punkty |
| 7                      | 3                              | 20                             | 7                               | 13                             | 12                            | 6                         | 6                     | 6                     | 6                     | 6                          | 6       | 6       | 6       | 6       | 6       | 6       | 6       | 6       | 6       | 6       | 6       | 6       | 6       | 6       | 6       | 62     | 62     | 62     | 62     | 62     | 62     | 62     | 62     | 62     | 62     | 62     | 62     | 62     | 62     | 62     | 62     | 62     | 62     | 62     | 62     | 62     | 62     |
| Sezon 1997             |                                |                                |                                 |                                |                               |                           |                       |                       |                       |                            |         |         |         |         |         |         |         |         |         |         |         |         |         |         |         |        |        |        |        |        |        |        |        |        |        |        |        |        |        |        |        |        |        |        |        |        |        |
| GP Czech – Praga       | GP Szwecji – Linköping         | GP Niemiec – Landshut          | GP Wielkiej Brytanii – Bradford | GP Polski – Wrocław            | GP Danii – Vojens             | miejsce                   | miejsce               | miejsce               | miejsce               | miejsce                    | miejsce | miejsce | miejsce | miejsce | miejsce | miejsce | miejsce | miejsce | miejsce | miejsce | miejsce | miejsce | miejsce | miejsce | miejsce | punkty | punkty | punkty | punkty | punkty | punkty | punkty | punkty | punkty | punkty | punkty | punkty | punkty | punkty | punkty | punkty | punkty | punkty | punkty | punkty | punkty | punkty |
| 4                      | 11                             | 3                              | 6                               | 6                              | 7                             | 12                        | 12                    | 12                    | 12                    | 12                         | 12      | 12      | 12      | 12      | 12      | 12      | 12      | 12      | 12      | 12      | 12      | 12      | 12      | 12      | 12      | 37     | 37     | 37     | 37     | 37     | 37     | 37     | 37     | 37     | 37     | 37     | 37     | 37     | 37     | 37     | 37     | 37     | 37     | 37     | 37     | 37     | 37     |
| Sezon 1998             |                                |                                |                                 |                                |                               |                           |                       |                       |                       |                            |         |         |         |         |         |         |         |         |         |         |         |         |         |         |         |        |        |        |        |        |        |        |        |        |        |        |        |        |        |        |        |        |        |        |        |        |        |
| GP Czech – Praga       | GP Niemiec – Pocking           | GP Danii – Vojens              | GP Wielkiej Brytanii – Coventry | GP Szwecji – Linköping         | GP Polski – Bydgoszcz         | miejsce                   | miejsce               | miejsce               | miejsce               | miejsce                    | miejsce | miejsce | miejsce | miejsce | miejsce | miejsce | miejsce | miejsce | miejsce | miejsce | miejsce | miejsce | miejsce | miejsce | miejsce | punkty | punkty | punkty | punkty | punkty | punkty | punkty | punkty | punkty | punkty | punkty | punkty | punkty | punkty | punkty | punkty | punkty | punkty | punkty | punkty | punkty | punkty |
| 1                      | 8                              | –                              | –                               | 18                             | –                             | 17                        | 17                    | 17                    | 17                    | 17                         | 17      | 17      | 17      | 17      | 17      | 17      | 17      | 17      | 17      | 17      | 17      | 17      | 17      | 17      | 17      | 27     | 27     | 27     | 27     | 27     | 27     | 27     | 27     | 27     | 27     | 27     | 27     | 27     | 27     | 27     | 27     | 27     | 27     | 27     | 27     | 27     | 27     |
| Sezon 1999             |                                |                                |                                 |                                |                               |                           |                       |                       |                       |                            |         |         |         |         |         |         |         |         |         |         |         |         |         |         |         |        |        |        |        |        |        |        |        |        |        |        |        |        |        |        |        |        |        |        |        |        |        |
| GP Czech – Praga       | GP Szwecji – Linköping         | GP Polski – Wrocław            | GP Wielkiej Brytanii – Coventry | GP Polski – Bydgoszcz          | GP Danii – Vojens             | miejsce                   | miejsce               | miejsce               | miejsce               | miejsce                    | miejsce | miejsce | miejsce | miejsce | miejsce | miejsce | miejsce | miejsce | miejsce | miejsce | miejsce | miejsce | miejsce | miejsce | miejsce | punkty | punkty | punkty | punkty | punkty | punkty | punkty | punkty | punkty | punkty | punkty | punkty | punkty | punkty | punkty | punkty | punkty | punkty | punkty | punkty | punkty | punkty |
| 8                      | 14                             | 6                              | 4                               | 5                              | 8                             | 13                        | 13                    | 13                    | 13                    | 13                         | 13      | 13      | 13      | 13      | 13      | 13      | 13      | 13      | 13      | 13      | 13      | 13      | 13      | 13      | 13      | 45     | 45     | 45     | 45     | 45     | 45     | 45     | 45     | 45     | 45     | 45     | 45     | 45     | 45     | 45     | 45     | 45     | 45     | 45     | 45     | 45     | 45     |
| Sezon 2000             |                                |                                |                                 |                                |                               |                           |                       |                       |                       |                            |         |         |         |         |         |         |         |         |         |         |         |         |         |         |         |        |        |        |        |        |        |        |        |        |        |        |        |        |        |        |        |        |        |        |        |        |        |
| GP Czech – Praga       | GP Szwecji – Linköping         | GP Polski – Wrocław            | GP Wielkiej Brytanii – Coventry | GP Danii – Vojens              | GP Europy – Bydgoszcz         | miejsce                   | miejsce               | miejsce               | miejsce               | miejsce                    | miejsce | miejsce | miejsce | miejsce | miejsce | miejsce | miejsce | miejsce | miejsce | miejsce | miejsce | miejsce | miejsce | miejsce | miejsce | punkty | punkty | punkty | punkty | punkty | punkty | punkty | punkty | punkty | punkty | punkty | punkty | punkty | punkty | punkty | punkty | punkty | punkty | punkty | punkty | punkty | punkty |
| 3                      | 2                              | 8                              | 7                               | 8                              | 7                             | 15                        | 15                    | 15                    | 15                    | 15                         | 15      | 15      | 15      | 15      | 15      | 15      | 15      | 15      | 15      | 15      | 15      | 15      | 15      | 15      | 15      | 35     | 35     | 35     | 35     | 35     | 35     | 35     | 35     | 35     | 35     | 35     | 35     | 35     | 35     | 35     | 35     | 35     | 35     | 35     | 35     | 35     | 35     |
| Sezon 2001             |                                |                                |                                 |                                |                               |                           |                       |                       |                       |                            |         |         |         |         |         |         |         |         |         |         |         |         |         |         |         |        |        |        |        |        |        |        |        |        |        |        |        |        |        |        |        |        |        |        |        |        |        |
| GP Niemiec – Berlin    | GP Wielkiej Brytanii – Cardiff | GP Danii – Vojens              | GP Czech – Praga                | GP Polski – Bydgoszcz          | GP Szwecji – Sztokholm        | miejsce                   | miejsce               | miejsce               | miejsce               | miejsce                    | miejsce | miejsce | miejsce | miejsce | miejsce | miejsce | miejsce | miejsce | miejsce | miejsce | miejsce | miejsce | miejsce | miejsce | miejsce | punkty | punkty | punkty | punkty | punkty | punkty | punkty | punkty | punkty | punkty | punkty | punkty | punkty | punkty | punkty | punkty | punkty | punkty | punkty | punkty | punkty | punkty |
| 15                     | –                              | 8                              | 2                               | 6                              | 8                             | 15                        | 15                    | 15                    | 15                    | 15                         | 15      | 15      | 15      | 15      | 15      | 15      | 15      | 15      | 15      | 15      | 15      | 15      | 15      | 15      | 15      | 39     | 39     | 39     | 39     | 39     | 39     | 39     | 39     | 39     | 39     | 39     | 39     | 39     | 39     | 39     | 39     | 39     | 39     | 39     | 39     | 39     | 39     |
| Sezon 2002             |                                |                                |                                 |                                |                               |                           |                       |                       |                       |                            |         |         |         |         |         |         |         |         |         |         |         |         |         |         |         |        |        |        |        |        |        |        |        |        |        |        |        |        |        |        |        |        |        |        |        |        |        |
| GP Norwegii – Hamar    | GP Polski – Bydgoszcz          | GP Wielkiej Brytanii – Cardiff | GP Słowenii – Krško             | GP Szwecji – Sztokholm         | GP Czech – Praga              | GP Skandynawii – Göteborg | GP Europy – Chorzów   | GP Danii – Vojens     | GP Australii – Sydney | miejsce                    | miejsce | miejsce | miejsce | miejsce | miejsce | miejsce | miejsce | miejsce | miejsce | miejsce | miejsce | miejsce | miejsce | miejsce | miejsce | punkty | punkty | punkty | punkty | punkty | punkty | punkty | punkty | punkty | punkty | punkty | punkty | punkty | punkty | punkty | punkty | punkty | punkty | punkty | punkty | punkty | punkty |
| –                      | –                              | –                              | –                               | 8                              | –                             | 5                         | 3                     | 5                     | –                     | 23                         | 23      | 23      | 23      | 23      | 23      | 23      | 23      | 23      | 23      | 23      | 23      | 23      | 23      | 23      | 23      | 21     | 21     | 21     | 21     | 21     | 21     | 21     | 21     | 21     | 21     | 21     | 21     | 21     | 21     | 21     | 21     | 21     | 21     | 21     | 21     | 21     | 21     |
| Sezon 2003             |                                |                                |                                 |                                |                               |                           |                       |                       |                       |                            |         |         |         |         |         |         |         |         |         |         |         |         |         |         |         |        |        |        |        |        |        |        |        |        |        |        |        |        |        |        |        |        |        |        |        |        |        |
| GP Europy – Chorzów    | GP Szwecji – Avesta            | GP Wielkiej Brytanii – Cardiff | GP Danii – Kopenhaga            | GP Słowenii – Krško            | GP Skandynawii – Göteborg     | GP Czech – Praga          | GP Polski – Bydgoszcz | GP Norwegii – Hamar   | miejsce               | miejsce                    | miejsce | miejsce | miejsce | miejsce | miejsce | miejsce | miejsce | miejsce | miejsce | miejsce | miejsce | miejsce | miejsce | miejsce | miejsce | punkty | punkty | punkty | punkty | punkty | punkty | punkty | punkty | punkty | punkty | punkty | punkty | punkty | punkty | punkty | punkty | punkty | punkty | punkty | punkty | punkty | punkty |
| 1                      | 3                              | 6                              | 4                               | 6                              | –                             | 2                         | 4                     | 2                     | 21                    | 21                         | 21      | 21      | 21      | 21      | 21      | 21      | 21      | 21      | 21      | 21      | 21      | 21      | 21      | 21      | 21      | 28     | 28     | 28     | 28     | 28     | 28     | 28     | 28     | 28     | 28     | 28     | 28     | 28     | 28     | 28     | 28     | 28     | 28     | 28     | 28     | 28     | 28     |
| Sezon 2004             |                                |                                |                                 |                                |                               |                           |                       |                       |                       |                            |         |         |         |         |         |         |         |         |         |         |         |         |         |         |         |        |        |        |        |        |        |        |        |        |        |        |        |        |        |        |        |        |        |        |        |        |        |
| GP Szwecji – Sztokholm | GP Czech – Praga               | GP Europy – Wrocław            | GP Wielkiej Brytanii – Cardiff  | GP Danii – Kopenhaga           | GP Skandynawii – Göteborg     | GP Słowenii – Krško       | GP Polski – Bydgoszcz | GP Norwegii – Hamar   | miejsce               | miejsce                    | miejsce | miejsce | miejsce | miejsce | miejsce | miejsce | miejsce | miejsce | miejsce | miejsce | miejsce | miejsce | miejsce | miejsce | miejsce | punkty | punkty | punkty | punkty | punkty | punkty | punkty | punkty | punkty | punkty | punkty | punkty | punkty | punkty | punkty | punkty | punkty | punkty | punkty | punkty | punkty | punkty |
| –                      | –                              | –                              | –                               | –                              | 7                             | –                         | –                     | –                     | 28                    | 28                         | 28      | 28      | 28      | 28      | 28      | 28      | 28      | 28      | 28      | 28      | 28      | 28      | 28      | 28      | 28      | 7      | 7      | 7      | 7      | 7      | 7      | 7      | 7      | 7      | 7      | 7      | 7      | 7      | 7      | 7      | 7      | 7      | 7      | 7      | 7      | 7      | 7      |
| Sezon 2007             |                                |                                |                                 |                                |                               |                           |                       |                       |                       |                            |         |         |         |         |         |         |         |         |         |         |         |         |         |         |         |        |        |        |        |        |        |        |        |        |        |        |        |        |        |        |        |        |        |        |        |        |        |
| GP Włoch – Lonigo      | GP Europy – Wrocław            | GP Szwecji – Eskilstuna        | GP Danii – Kopenhaga            | GP Wielkiej Brytanii – Cardiff | GP Czech – Praga              | GP Skandynawii – Målilla  | GP Łotwy – Dyneburg   | GP Polski – Bydgoszcz | GP Słowenii – Krško   | GP Niemiec – Gelsenkirchen | miejsce | miejsce | miejsce | miejsce | miejsce | miejsce | miejsce | miejsce | miejsce | miejsce | miejsce | miejsce | miejsce | miejsce | miejsce | punkty | punkty | punkty | punkty | punkty | punkty | punkty | punkty | punkty | punkty | punkty | punkty | punkty | punkty | punkty | punkty | punkty | punkty | punkty | punkty | punkty | punkty |
| –                      | –                              | –                              | –                               | –                              | –                             | 5                         | –                     | –                     | –                     | 8                          | 18      | 18      | 18      | 18      | 18      | 18      | 18      | 18      | 18      | 18      | 18      | 18      | 18      | 18      | 18      | 13     | 13     | 13     | 13     | 13     | 13     | 13     | 13     | 13     | 13     | 13     | 13     | 13     | 13     | 13     | 13     | 13     | 13     | 13     | 13     | 13     | 13     |

| Statystyki        | Statystyki |
| ----------------- | ---------- |
| Starty            | 51         |
| Zwycięstwa        | 0          |
| Miejsca na podium | 2          |
| Finalista         | 2          |
| Punkty            | 330        |

## Osiągnięcia
- Indywidualne mistrzostwa świata
  - 1993 –  Pocking – 7. miejsce – 8 pkt → wyniki
  - 1995 – 6 turniejów – 18. miejsce – 16 pkt → wyniki
  - 1996 – 6 turniejów – 6. miejsce – 62 pkt → wyniki
  - 1997 – 6 turniejów – 12. miejsce – 37 pkt → wyniki
  - 1998 – 6 turniejów – 17. miejsce – 27 pkt → wyniki – jako rezerwowy
  - 1999 – 6 turniejów – 13. miejsce – 45 pkt → wyniki
  - 2000 – 6 turniejów – 15. miejsce – 35 pkt → wyniki
  - 2001 – 6 turniejów – 15. miejsce – 39 pkt → wyniki
  - 2002 – 10 turniejów – 23. miejsce – 21 pkt → wyniki – jako rezerwowy
  - 2003 – 9 turniejów – 21. miejsce – 28 pkt → wyniki – jako rezerwowy
  - 2004 – 10 turniejów – 28. miejsce – 7 pkt → wyniki – jako dzika karta
- Indywidualne mistrzostwa świata juniorów
  - 1989 –  Lonigo – 12. miejsce – 4 pkt → wyniki
  - 1990 –  Lwów – 16. miejsce – 0 pkt → wyniki
- Drużynowe mistrzostwa świata
  - 1993 –  Coventry – 3. miejsce – 7 pkt → wyniki
  - 1995 –  Bydgoszcz – 4. miejsce – 0 pkt → wyniki
  - 1997 –  Piła – 3. miejsce – 1 pkt → wyniki
  - 1998 –  Vojens – 2. miejsce – 6 pkt → wyniki
  - 2000 –  Coventry – 1. miejsce – 12 pkt → wyniki
- Drużynowy Puchar Świata
  - 2002 – Zawody finałowe odbywały się w  Wielkiej Brytanii – 3. miejsce → wyniki
  - 2003 – Zawody finałowe odbywały się w  Danii – 1. miejsce → wyniki
  - 2004 – Zawody finałowe odbywały się w  Wielkiej Brytanii – 1. miejsce → wyniki
  - 2005 – Zawody finałowe odbywały się w  Polsce – 2. miejsce → wyniki
  - 2006 – Zawody finałowe odbywały się w  Wielkiej Brytanii – 2. miejsce → wyniki
  - 2007 – Zawody finałowe odbywały się w  Polsce – 5. miejsce → wyniki
- Indywidualne mistrzostwa Szwecji
  - 1986 – Norrköping – 9. miejsce – 7 pkt → wyniki
  - 1987 – Göteborg – 6. miejsce – 8 pkt → wyniki
  - 1988 – Kumla – 6. miejsce – 9 pkt → wyniki
  - 1989 – Eskilstuna – 1. miejsce – 13+3 pkt → wyniki
  - 1990 – Sztokholm – 6. miejsce – 9 pkt → wyniki
  - 1991 – Vetlanda – 1. miejsce – 13+3 pkt → wyniki
  - 1992 – Mariestad – 4. miejsce – 11 pkt → wyniki
  - 1993 – Linköping – 10. miejsce – 8 pkt → wyniki
  - 1994 – Västervik – 15. miejsce – 4 pkt → wyniki
  - 1995 – Kumla – 2. miejsce – 13+3 pkt → wyniki
  - 1996 – Hallstavik – 7. miejsce – 8 pkt → wyniki
  - 1997 – Vetlanda – 3. miejsce – 10+3 pkt → wyniki
  - 1998 – Hagfors – 3. miejsce – 12+2 pkt → wyniki
  - 1999 – Norrköping – 2. miejsce – 12+3 pkt → wyniki
  - 2000 – Målilla – 7. miejsce – 9 pkt → wyniki
  - 2001 – Avesta – 9. miejsce – 7 pkt → wyniki
  - 2002 – Eskilstuna – 3. miejsce – 11 pkt → wyniki
  - 2003 – Hagfors – 4. miejsce → wyniki
  - 2004 – Målilla – 5. miejsce → wyniki
  - 2005 – Vetlanda – 2. miejsce – 11+2 pkt → wyniki
  - 2006 – Motala – 4. miejsce – 14+0+0 pkt → wyniki
  - 2007 – Kumla – 3. miejsce – 14+1 pkt → wyniki
  - 2008 – Avesta – 5. miejsce – 8 pkt → wyniki
- Młodzieżowe indywidualne mistrzostwa Szwecji
  - 1986 – Hallstavik – 10. miejsce – 6 pkt → wyniki
  - 1987 – Avesta – 8. miejsce – 9 pkt → wyniki
  - 1988 – Mariestad – 2. miejsce – 14 pkt → wyniki
  - 1989 – Kumla – 6. miejsce – 9 pkt → wyniki

## Inne ważniejsze turnieje
- Memoriał Edwarda Jancarza w Gorzowie Wielkopolskim
  - 1997 – 9. miejsce – 7 pkt → wyniki

## Życie prywatne
Jego dwaj bracia Mikael i Magnus także są żużlowcami (Mikael w 2003 zmienił nazwisko na panieńskie ich matki Max).